# Raul de Campos
Raul Augusto de Almada Lencastre Simões de Campos, mais conhecido por Raul de Campos (Lisboa, 25 de junho de 1883 - Lisboa, 7 de março de 1947) foi um compositor, maestro, violinista e professor português.

## Biografia
Nasceu a 25 de junho de 1883, na casa número 57 da Rua do Livramento, freguesia de Alcântara, em Lisboa, filho ilegítimo de Gil Augusto Simões de Campos, Capitão de Infantaria, natural de Elvas, que se encontrava no estado de viúvo e de Maria Lucinda da Piedade de Almada e Lencastre, solteira, natural de Lisboa.
Terminou o curso superior de violino no Conservatório Nacional de Lisboa em 1899, aos 16 anos, tendo sido aluno de Victor Hussla, Garcia Alagarim, Alexandre de Bettencourt, Júlio Neuparth, Vecchi e Freitas Gazul.

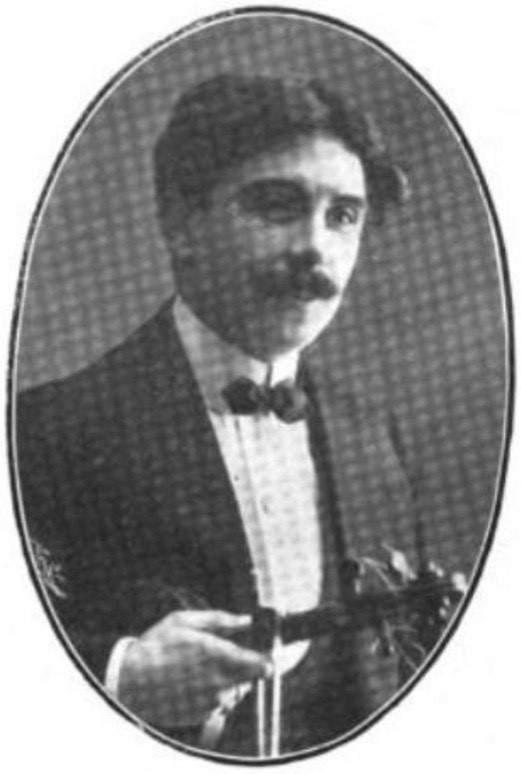
Raul de Campos (Ecco Artistico, 30 de março de 1914).

Inspirado pelos motivos do folclore português e pela música popular portuguesa, compôs mais de 300 peças, muitas das quais rapidamente conquistaram popularidade, nomeadamente operetas, suítes, serenatas, fados, canções, peças orfeónicas, vaudeville e revista, além de música para crianças.
Foi 1.º violino do Teatro de São Carlos após concurso. Foi o fundador e 1.º regente da Orquestra Típica Portuguesa, inicialmente nomeada "Orquestra de Dança", dirigindo-a até 1942. A sua música foi gravada em etiquetas discográficas internacionais de grande êxito, destacando-se a His Master's Voice da Valentim de Carvalho. Teve também uma extensa atividade como violinista em hotéis, cinemas, cafés e casinos.
Foi diretor da Sociedade de Escritores e Compositores Teatrais Portugueses (antecessora da Sociedade Portuguesa de Autores), e do Sindicato Nacional dos Músicos, tendo sido co-fundador de ambas as coletividades. Organizou as tunas e orfeões do Colégio Militar, Escola Académica de Lisboa, e outras. Foi professor de música no ensino oficial e particular em Lisboa e em Coimbra.
Colaborou em jornais como O Diabo e Canção do Sul, em temas relacionados com a sua especialidade.
Faleceu a 7 de março de 1947, aos 63 anos, na sua residência, 1.º andar esquerdo do número 138 da Avenida Miguel Bombarda, freguesia de São Sebastião da Pedreira, em Lisboa, vítima de enfarte do miocárdio. Encontra-se sepultado no Cemitério de São Salvador, em Sobral de Monte Agraço.
O seu espólio musical encontra-se depositado, por doação, desde 1 de junho de 2011, na Biblioteca Nacional de Portugal. Parte do seu acervo musical está igualmente no arquivo da Sociedade Portuguesa de Autores.

## Vida pessoal
Casou a 19 de dezembro de 1908, aos 25 anos, na igreja de São Salvador do Mundo, em Sobral de Monte Agraço, com Vitória Salvação da Silva e Cruz, natural daquela localidade, de 23 anos, filha de Joaquim Liberato da Cruz, comerciante e proprietário e de Justina Maria da Silva, também naturais do mesmo lugar. Deixou filhos.

## Principais Obras do Catálogo Musical
- Nossa Senhora do Sameiro, auto em 5 partes
- Zanguizarras do Norte, suite em 4 andamentos
- Paisagens de Portugal, auto em 4 partes
- Aguarelas Lusitanas, auto em 5 partes
- 2 missas
- Estudos de violino